# فیلیپو تاناگلیا
فیلیپو تاناگلیا (انگلیسی: Filippo Tanaglia؛ زادهٔ ۲۶ مهٔ ۱۹۹۰) بازیکن فوتبال اهل ایتالیا است.
از باشگاه‌هایی که در آن بازی کرده‌است می‌توان به باشگاه فوتبال کیه‌وو ورونا و باشگاه فوتبال آلساندریا اشاره کرد.